# Ben Curtis (golfista)
Ben Clifford Curtis (Columbus, 26 maggio 1977) è un golfista statunitense, conosciuto soprattutto per la vittoria nell'Open Championship del 2003, conseguita sull'inglese Royal St George's Golf Club di Sandwich.
Alla sua prima apparizione all'open, Curtis concluse i quattro giri in 283 (72, 72, 70 e 69), prevalendo di misura sul figiano Vijay Singh e sul danese Thomas Bjørn: la sua vittoria è ritenuta una delle grandi sorprese dell'Open Championship in quanto conseguita dal campione statunitense al suo esordio, come era accaduto in precedenza - dopo la seconda guerra mondiale - solo a Ben Hogan (1953), a Tony Lema (1964) e a Tom Watson (1975).

## Vittorie professionali (4)

### PGA Tour vittorie (4)
| Legenda            |
| Tornei Major (1)   |
| Altri PGA Tour (3) |

| No. | Data               | Torneo                | Punteggio di vittoria | To par | Margine | Secondo/i                                                      |
| --- | ------------------ | --------------------- | --------------------- | ------ | ------- | -------------------------------------------------------------- |
| 1   | 20 luglio, 2003    | The Open Championship | 72-72-70-69=283       | −1     | 1 colpo | Thomas Bjørn, Vijay Singh                                      |
| 2   | 27 giugno, 2006    | Booz Allen Classic    | 62-65-67-70=264       | −20    | 5 colpi | Billy Andrade, Pádraig Harrington, Nick O'Hern, Steve Stricker |
| 3   | 17 settembre, 2006 | 84 Lumber Classic     | 66-69-69-70=274       | −14    | 2 colpi | Charles Howell III                                             |
| 4   | 22 aprile, 2012    | Valero Texas Open     | 67-67-73-72=279       | −9     | 2 colpi | Matt Every, John Huh                                           |

### European Tour vittorie (1)
| Legenda                 |
| Tornei Major (1)        |
| Altri European Tour (0) |

| No. | Data            | Torneo                | Punteggio di vittoria | To par | Margine | Secondo/i                 |
| --- | --------------- | --------------------- | --------------------- | ------ | ------- | ------------------------- |
| 1   | 20 luglio, 2003 | The Open Championship | 72-72-70-69=283       | −1     | 1 colpo | Thomas Bjørn, Vijay Singh |

## Tornei Major

### Vittorie (1)
| Anno | Campionato            | 54 buche           | Punteggio di vittoria | Margine | Secondo/i                 |
| ---- | --------------------- | ------------------ | --------------------- | ------- | ------------------------- |
| 2003 | The Open Championship | 2 colpi di deficit | −1 (72-72-70-69=283)  | 1 colpo | Thomas Bjørn, Vijay Singh |